# Olimpio Bizzi
Olimpio Bizzi (né le 1er août 1916 à Livourne, en Toscane et mort le 3 août 1976 à Abetone) est un coureur cycliste italien, dont la carrière se déroula du milieu des années 1930 au début des années 1950.

## Biographie
Professionnel de 1935 à 1952, Olimpio Bizzi a remporté treize étapes du Tour d'Italie et été champion d'Italie sur route en 1938.

## Palmarès
- 1934
  - Coppa Degano-Fontana
  - Coppa Ideor
  - Circuito di Massarosa
- 1935
  - Coppa Leopoldo Bozzi
  - Giro dell'Irpinia :
    - Classement général
    - 1re, 2e et 3e étapes
- 1936
  - 2e étape du Tour d'Italie
  - 2e de Milan-Turin
  - 2e du Tour d'Émilie
  - 2e de Gênes-Nice
  - 3e de Milan-San Remo
  - 3e du championnat d'Italie sur route
- 1937
  - 4e et 5eb étapes du Tour d'Italie
  - Trois vallées varésines
  - Tour de Toscane
  - 3e du Tour du Latium
  - 3e de Milan-Modène
  - 3e du championnat d'Italie sur route
  - 5e de Milan-San Remo
- 1938
  -  Champion d'Italie sur route
  - 14e et 18eb étapes du Tour d'Italie
  - 10e de Milan-San Remo
- 1939
  -  Champion d'Italie de poursuite
  - Trois vallées varésines
  - 5e et 10e étapes du Tour d'Italie
  - 3e du Tour de Toscane
  - 6e du Tour de Lombardie
- 1940
  - 1re, 8e, 10e et 13e étapes du Tour d'Italie
- 1941
  - Tour de Campanie
  - Gorizia-Ljubjana-Trieste-Gorizia
  - 2e des Trois vallées varésines
  - 8e du Tour de Lombardie
- 1942
  - 2e du Tour du Latium
  - 2e du Tour de Vénétie
- 1943
  - Tour de Toscane
  - Milan-Mantoue
- 1946
  - 18e étape du Tour d'Italie.
- 1947
  - 6e de Milan-San Remo
  - 6e de Paris-Roubaix
- 1948
  - 4e de Milan-San Remo
- 1949
  - 8e étape du Tour des Trois Mers
  - 1re et 2e étapes du Tour de Sicile
- 1950
  - Tour du Maroc
    - Classement général
    - 1re, 2e et 3e étapes

  - 11e étape du Tour d'Italie
- 1951
  - 1re et 2e étapes du Tour du Maroc

## Résultats sur les grands tours

### Tour d'Italie
10 participations
- 1936 : non-partant (10e étape), vainqueur de la 2e étape
- 1937 : abandon (11eb étape), vainqueur des 4e et 5eb étapes
- 1938 : 20e, vainqueur des 14e et 18eb étapes
- 1939 : 11e, vainqueur des 5e et 10e étapes
- 1940 : non-partant (18e étape), vainqueur des 1re, 8e, 10e et 13e étapes,  maillot rose pendant 1 jour
- 1946 : abandon, vainqueur de la 18e étape
- 1948 : abandon
- 1949 : abandon
- 1950 : 53e, vainqueur de la 11e étape
- 1951 : 74e

### Tour de France
1 participation
- 1947 : abandon (3e étape)